# Mohorn

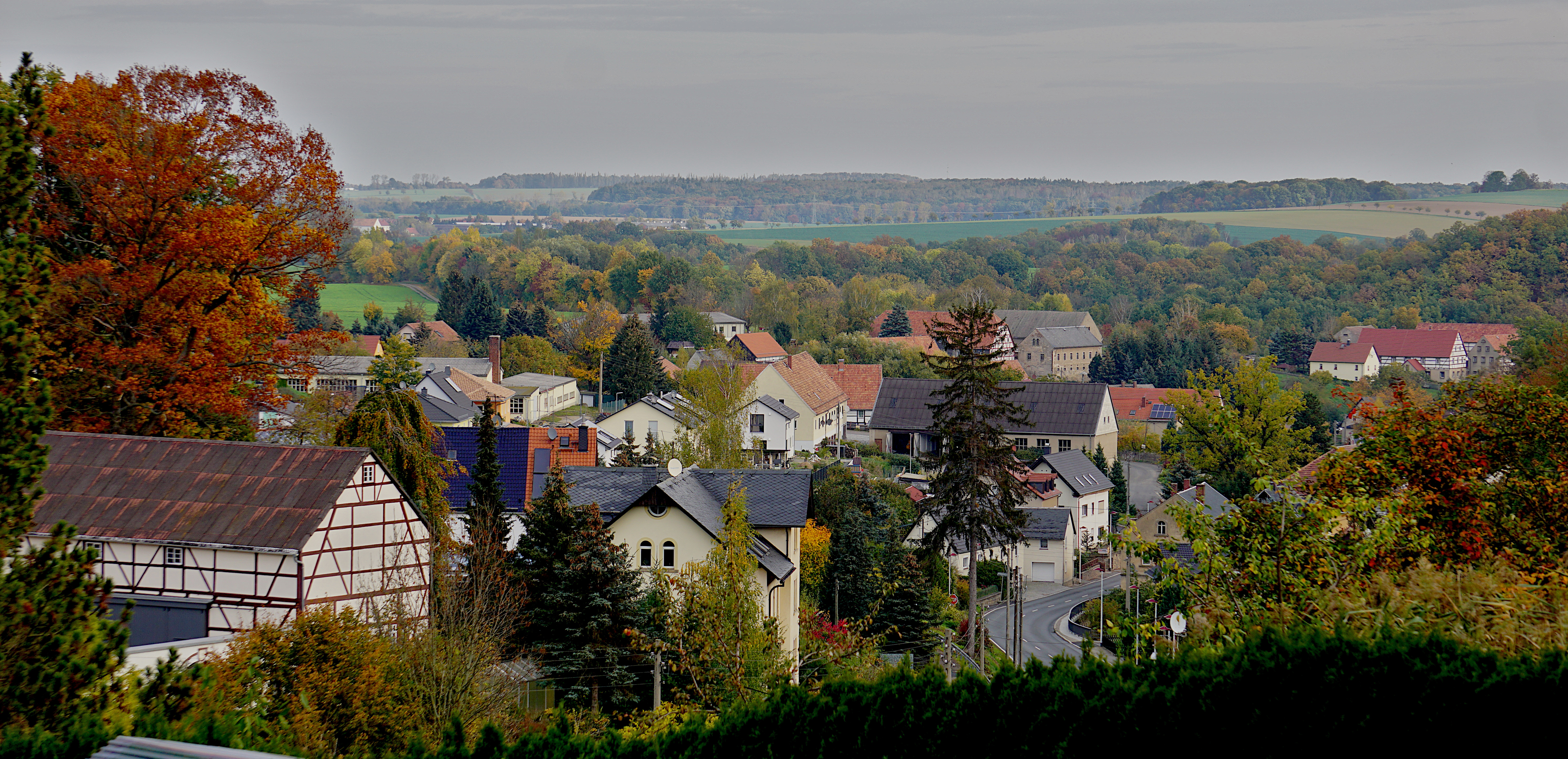
Nordteil des Dorfes vom Schulberg aus gesehen.

Mohorn ist ein Ortsteil der sächsischen Kleinstadt Wilsdruff mit etwa 1300 Einwohnern am nördlichen Rand des Tharandter Waldes.

## Geographie
Mohorn ist entlang eines Baches angelegt worden, dessen Name nicht überliefert ist. Links und rechts des etwa 500 m breiten Tales steigt das Gelände teils stark an und es ergeben sich Hanglagen mit Neigungen bis 20 % (stärkste Straßenneigung 15 %). Entlang des Baches wurde schon frühzeitig eine befestigte Straße gebaut, die heute Teil der Bundesstraße 173 ist. Eine weitere wichtige Straßenverbindung stellt die Staatsstraße S 195 nach Siebenlehn dar. Nur nach und nach wurden auch die Hänge und die sich anschließenden Plateaus mit Gehöften besiedelt, deswegen nimmt auch heute noch die Bebauung mit zunehmendem Abstand zur Hauptstraße stark ab.

## Geschichte

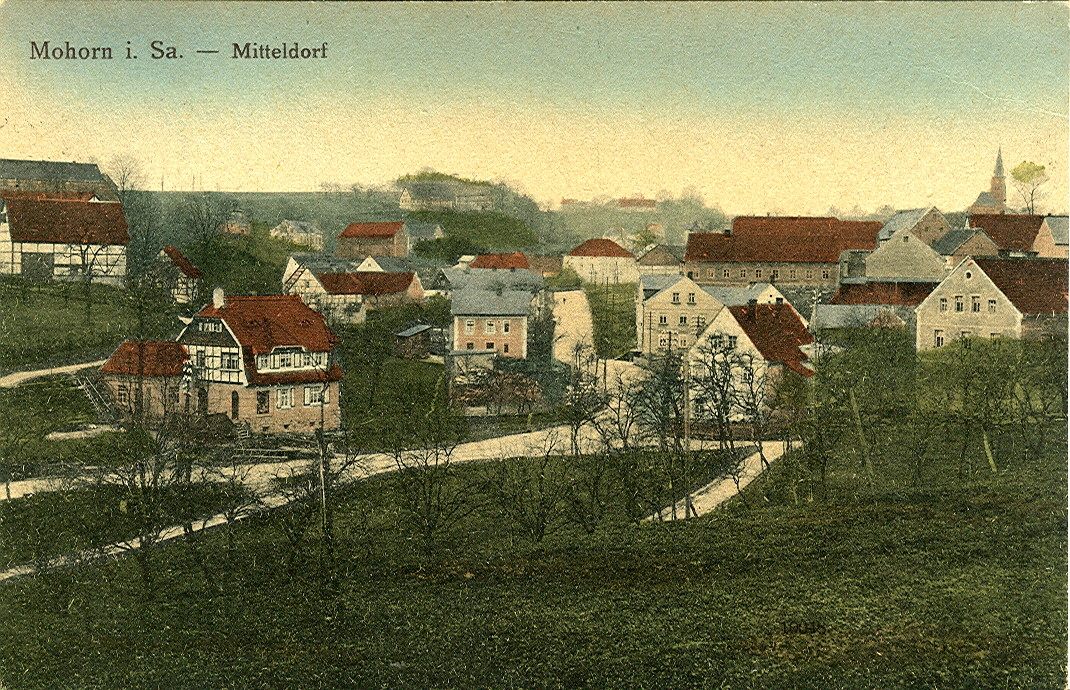
Historische Ansichtskarte von Mohorn

### Entwicklung des Ortes
Schon früh wurde Mohorn in Verbindung mit dem Bistum Meißen genannt, als es Markgraf Heinrich der Erlauchte im Jahre 1267 dem Domstift zu Meißen unter dem Namen Ohorne zum Geschenk machte. Der sorbische Name Ohorne bedeutet hier Das um den Berg Liegende.
Seit 1578 existierte in Mohorn die Erziehungsanstalt des Pfarrers und Buchautors Michael Bapst.

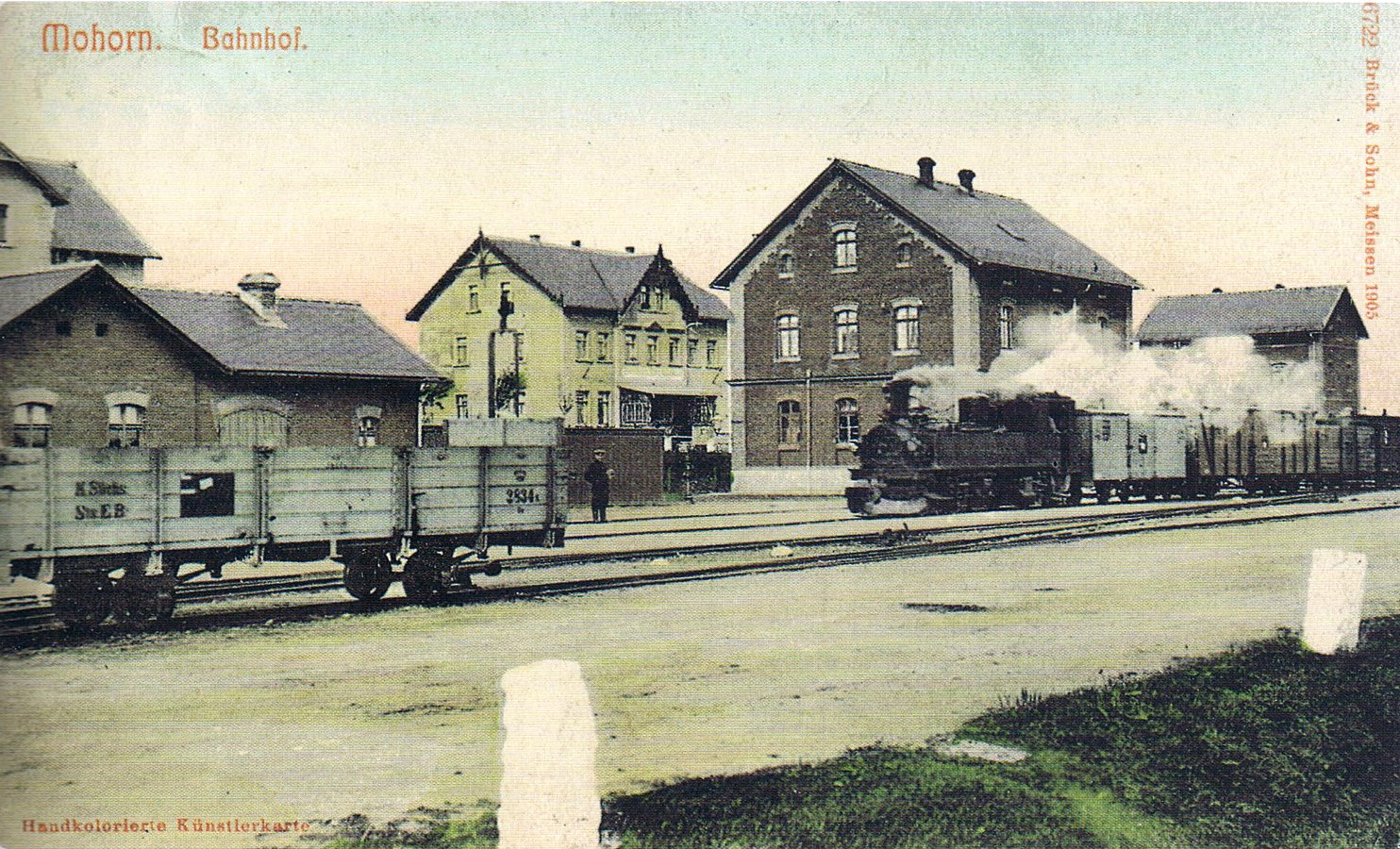
Bahnhof Mohorn 1905

Bis in das 19. Jahrhundert wurde in geringem Umfang Silberbergbau betrieben. Schon früh nutzten die Einwohner die umliegenden Ebenen für die Getreide- und Viehwirtschaft, welche noch bis heute einen großen Anteil des dörflichen Lebens ausmacht. Nach Lehmfunden im Untergrund entstand im 19. Jahrhundert am westlichen Rand von Mohorn eine Ziegelei, von der Ende des 20. Jahrhunderts nur noch der als Angelgewässer genutzte Teich existiert. Starken Aufschwung erhielt die lokale Wirtschaft durch den Bau der Schmalspurbahn Freital-Potschappel–Nossen des Wilsdruffer Netzes am 31. Januar 1899. Über viele Jahre hinweg beförderte die Bahn täglich Güter und Personen, bis am 27. Mai 1972 der letzte Personenzug fuhr. Im Jahr darauf wurde auch der Güterverkehr eingestellt.
Am Ende des Zweiten Weltkrieges zog durch den Ort ein Todesmarsch von weiblichen KZ-Häftlingen, von denen 2 jüdische Frauen fliehen und sich in einer Scheune verstecken konnten. Von einem Hitlerjungen verraten, wurden sie brutal ermordet. Ein Gedenkstein an der B 173 zwischen Mohorn und Herzogswalde an der Einmündung der Triebischtalstraße erinnert an dieses Verbrechen.
Der gesellschaftliche Wandel nach 1945 veränderte im Dorf auch die wirtschaftlichen und sozialen Verhältnisse. Nach 1960 entwickelten sich die LPGs. Damit entstanden die Großfelderwirtschaft und die Großanlagen der Tierproduktion. Seit den 1990er Jahren werden die Felder größtenteils von der Agrar GmbH bewirtschaftet. Sie betreibt auch den Milchhof mit ca. 650 Rindern.
40 Jahre Sozialismus bewirkten eine starke Beeinträchtigung des privaten Gewerbes. Nach der politischen Wende 1989 wagten viele Gewerbetreibende und Händler den Neuanfang und beleben so wieder das Ortsbild. Am Ortsausgang in Richtung Freiberg entstand ein Gewerbegebiet, das aufgrund des allgemeinen Rückgangs von Gewerbetreibenden in Ostdeutschland nicht wie geplant zu einem Boom führte, dagegen siedelte sich ein bereits im Ort ansässiges Unternehmen hier neu an.
Um die Jahrtausendwende kam es zur Erschließung neuer Wohngebiete, wie Zum Erzengel Michael, welches an das wenige Kilometer entfernte Silberbergwerk Zum Erzengel Michael erinnert. Auch eine neue Reihenhaussiedlung Am alten Bahnhof ist entstanden. An den nördlichen Hängen von Mohorn wurde in den 2010er Jahren das Siedlungsgebiet Kastanienhöhe gebaut. Ende der 2010er Jahre wurde am Südhang das Wohngebiet „An der Eiche“ erschlossen.

### Verwaltungsgeschichte
Die Gemeinde Mohorn bestand zunächst aus den beiden Ortsteilen Mohorn und Grund und gehörte bis zur DDR-Kreisreform im Juli 1952 zum Landkreis Dresden.
Danach wurde Mohorn kurzzeitig Teil des verkleinerten Kreises Freiberg (Bezirk Karl-Marx-Stadt), jedoch wenige Monate später zum 4. Dezember 1952 in den Kreis Freital umgegliedert. Nach der Wende und Gründung des Freistaats Sachsen 1994 wurde Mohorn Teil des neuen Weißeritzkreises.
Herzogswalde wurde am 1. Juli 1950 aus dem Kreis Meißen in den Landkreis Dresden umgegliedert, war ab 1952 im Kreis Freital und wurde innerhalb dessen am 1. Januar 1974 nach Mohorn eingemeindet.
Am 1. August 2000 wurde Mohorn zusammen mit seinen Ortsteilen nach Wilsdruff eingemeindet.

## Bildung
Für die Bildung der 6- bis 11-jährigen wurde im Jahr 1970 ein neues Schulgebäude auf den Schulberg errichtet, dass auch heute noch eine Grundschule beherbergt. Eine Kindertagesstätte befindet sich gegenüber der Schule.

## Kultur und Sehenswertes

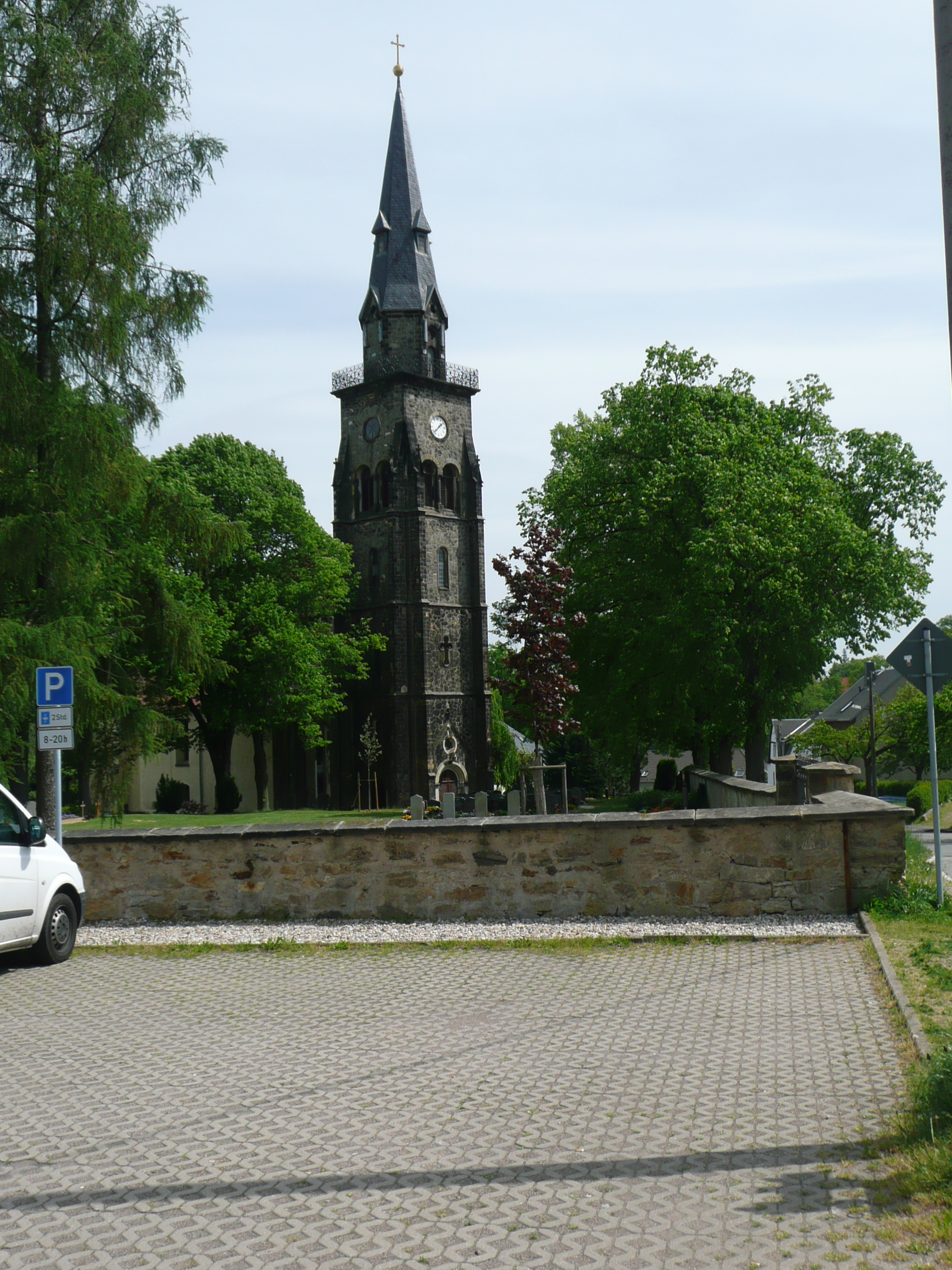
Kirche

Aufgrund der seit Jahrhunderten gemeinsamen Verwaltung der Ortschaften Mohorn und Grund befinden sich die meisten Einrichtungen für Erholung und Freizeit im näher zum Tharandter Wald gelegenen Grund (Klein-Tirol). Dort gibt es neben dem Waldbad eine Kegelbahn, zwei Sportplätze und mehrere Gaststätten. Für Freunde der Geologie ist der Mohorner Porphyrfächer von besonderem Interesse. Der Ort hat mehrere Gaststätten.
Zu den Wahrzeichen von Mohorn zählen zum einen das 1926 errichtete Rathaus im ländlichen Jugendstil, das seit der Kreisreform Sitz des Bürgerbüros für Mohorn, Grund und Herzogswalde sowie des Ortschaftsrats ist, und zum anderen die 1496 errichtete Kirche samt Pfarrhaus.

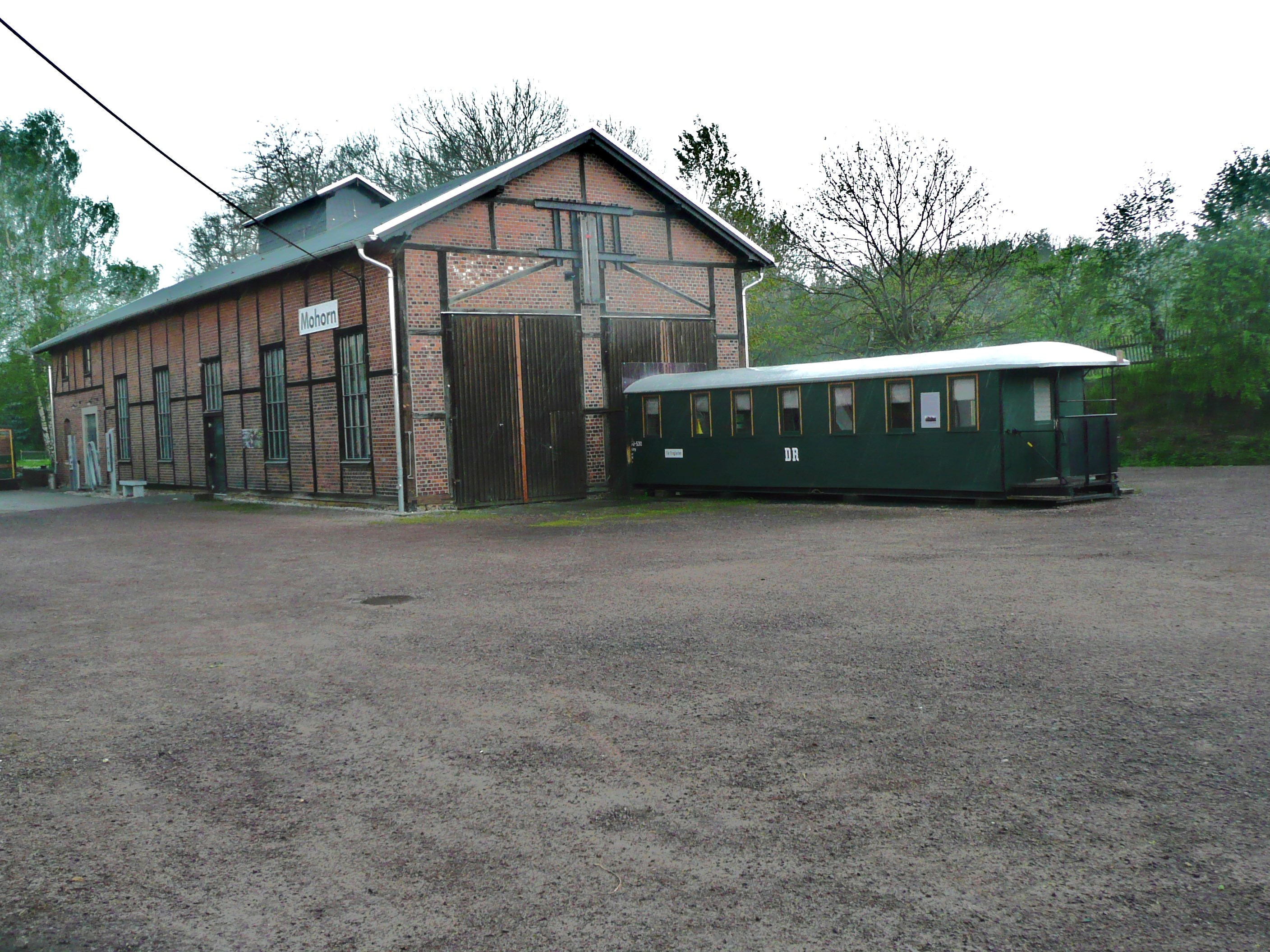
Lokschuppen

Eine besondere Attraktion ist das Ultraleichtfluggelände Mohorn an der alten Schmalspurbahntrasse in Richtung Nossen, der durch seinen Hangar weithin zu sehen ist.
Der ehemalige Lokomotivschuppen der Schmalspurbahn Freital-Potschappel–Nossen, der bis 2008 dem Modelleisenbahnclub Mohorn als Domizil diente, wurde 2011/2012 unter denkmalpflegerischen Gesichtspunkten saniert und wird seither als Kultur- und Vereinszentrum des Ortes genutzt. Dabei wurde der Zutritt originell über einen vor einem Schuppentor aufgestellten Schmalspurwagen 970-530 realisiert.

## Persönlichkeiten
- Michael Bapst (1540–1603), Pfarrer in Mohorn, Schriftsteller, Übersetzer
- Gottfried Pabst von Ohain (1656–1729), Wardein, Chemiker, Metallurg
- Max Diersche (1872–nach 1935), Studienrat und Professor
- Erich Paul Schäfer (1900–1984), Betriebswirt und Hochschullehrer